# Paracaesio caerulea
Paracaesio caerulea és una espècie de peix de la família dels lutjànids i de l'ordre dels perciformes.

## Morfologia
- Els mascles poden assolir 50 cm de longitud total.[4][5]

## Hàbitat
És un peix marí de clima subtropical.

## Distribució geogràfica
Es troba al sud del Japó, Taiwan i les Illes Chesterfield.

## Ús comercial
Es comercialitza fresc.